# Mesoleptus evanescens
Mesoleptus evanescens är en stekelart som beskrevs av Julius Theodor Christian Ratzeburg 1852. Mesoleptus evanescens ingår i släktet Mesoleptus och familjen brokparasitsteklar. Inga underarter finns listade i Catalogue of Life.